# جامعة بنغازي

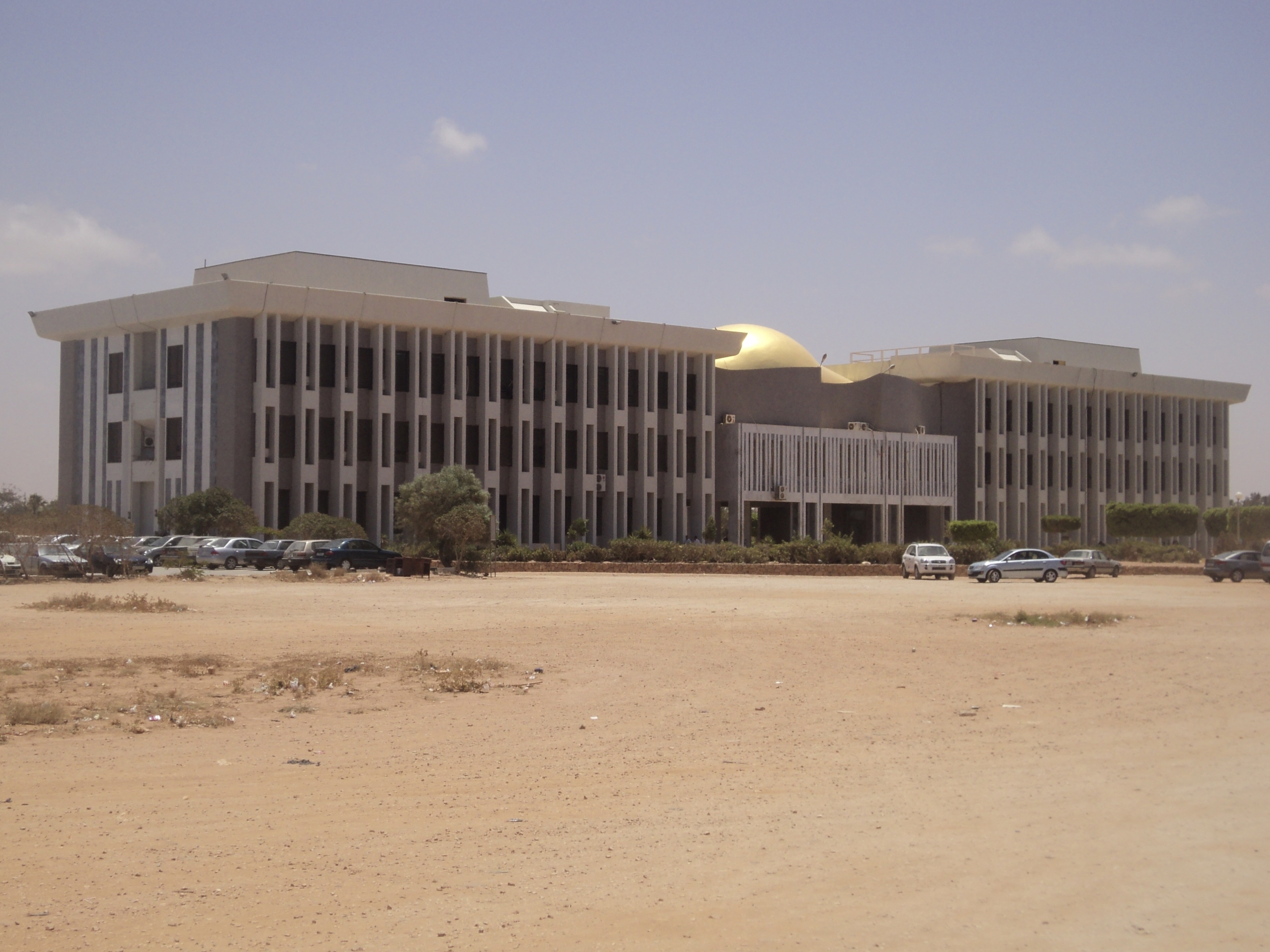

جامعة بنغازي هي أول جامعة ليبية يتم تأسيسها بعد استقلال ليبيا تحت مُسمى الجامعة الليبية. وهي حالياً أكبر جامعة ليبية من حيثُ المساحة، وأعداد الطلبة وأعضاء هيئة التدريس. جامعة بنغازي هي أفضل الجامعات في ليبيا وفق تصنيف QS الدولي. تبلغ مساحتها حوالي 460 هكتارا في منطقة قاريونس جنوب/غرب مدينة بنغازي في ليبيا. كما أنها لها عدة فروع في شرق ليبيا. وايضا هي من أعرق الجامعه الليبيه 

## التأسيس
تأسست في 15 يناير 1955 بعد استقلال ليبيا مباشرة باسم الجامعة الليبية، وتتبع وزارة التعليم العالي والبحث العلمي بالحكومة الليبية الانتقالية الحالية.
كانت النواة الأولى لهذه الجامعة كلية الآداب والتربية التي كانت تضم واحداً وثلاثين طالباً في ذلك الوقت، وعدد (6) من الملاك التدريسي و (9) من الملاك الوظيفي، وكان موقعها السابق داخل مدينة بنغازي. وأنشئت كلية الاقتصاد في المدينة العام 1957، ثم كلية القانون سنة 1962، وتم إنشاء كلية الطب البشري في بنغازي العام 1970 وكلية تقنية المعلومات (الحاسبات) في سنة 2006.
في العام 1973 تم فصل الجامعة الليبية لتكون الكليات الموجودة في بنغازي جامعة بنغازي.
وبين عامي 1973 - 1974 انتقلت الجامعة من مقرها القديم داخل مدينة بنغازي إلى مقرها الحالي بالمدينة الجامعية في منطقة قاريونس، وفي عام 1976 تغير اسمها من «جامعة بنغازي» إلى «جامعة قاريونس» ليعود الاسم مجدداً «جامعة بنغازي» بعد 17 فبراير 2011.
وقد تطورت جامعة قاريونس حيث أصبحت الآن مدينة جامعية تضم العديد من الكليات والمرافق، وأصـبح لها عدة مواقـع ومجمـعات علمـية داخـل مدينــة بنغازي، حيث بلغت مساحتها الإجمالية حوالي (530 هكتارا) تقريباً. ويدرس فيها الآن ما يقرب من (35.230) طالباً وطالبة منهم حوالي (1300) طالب وطالبة من غير الليبيين، موزعين على عدد (15) كلية (75 قسماً أكاديمياً)، كما يقوم بالتدريس في جامعة قاريونس حوالي (1300) من الملاك التدريسي، وحوالي (270) معيداً بالإضافة إلى حوالي (2000) من الملاك الوظيفي.
كما تصدر الجامعة صحيفة ثقافة جامعة تأسست في 1984 تحمل اسم صحيفة قاريونس" وتصدر بشكل نصف شهري.
بلغ عدد خريجي جـامعة قاريونس من جـميع الكليات منذ أول دفـعة تخرجت للعام الجامعي 58 - 69 وحتى 2006 حوالي (62.600) خريج، تم حصولهم على درجة الليسانس أو البكالوريوس في تخصصاتهم العلمية المختلفة.
كما يوجد للجامعة كليات فرعية خارج مدينة بنغازي في عدد من المناطق الليبية وهي:
- كلية الآداب والعلوم في الكفرة
- كلية الآداب والعلوم في إجدابيا (صدر قرار بتبعيتها لجامعة قاريونس في 2004)
- كلية الآدب والعلوم في الأبيار
- كلية الزراعة في سلوق
- كلية الآداب والعلوم في المرج (تحولت تبعية الكلية إلى جامعة قاريونس في 1995)[2]
- كلية الآداب والعلوم في شعبية الواحات (2003)
- كلية المعلمين في قمينس.

## الدرجات التي تمنحها
- درجة الليسانس أو البكالوريوس.
- درجة الماجستير.
- درجة الدكتوراه (بعض الكليات).

كما تمنح الجامعة الشهادات الفخرية في مجالات العلم، والمعرفة، والأدب، والثقافة، والسياسة، والقانون، والاقتصاد..إلخ.

## الدراسات العليا
كانت البداية الفعلية لبرنامج الدراسات العليا عام 1978.
يبلغ عدد طلاب الدراسات العليا حوالي (1700) طالب وطالبة. حيث تم منح حوالي (3188) شهادة ماجستير بالإضافة إلى (69) من شهادات الدكتوراه في بعض التخصصات العلمية.

## وصلات خارجية
- الموقع الرسمي لجامعة بنغازي
- وزراة التربية والتعليم